# Société Anonyme du Tramway d'Écully

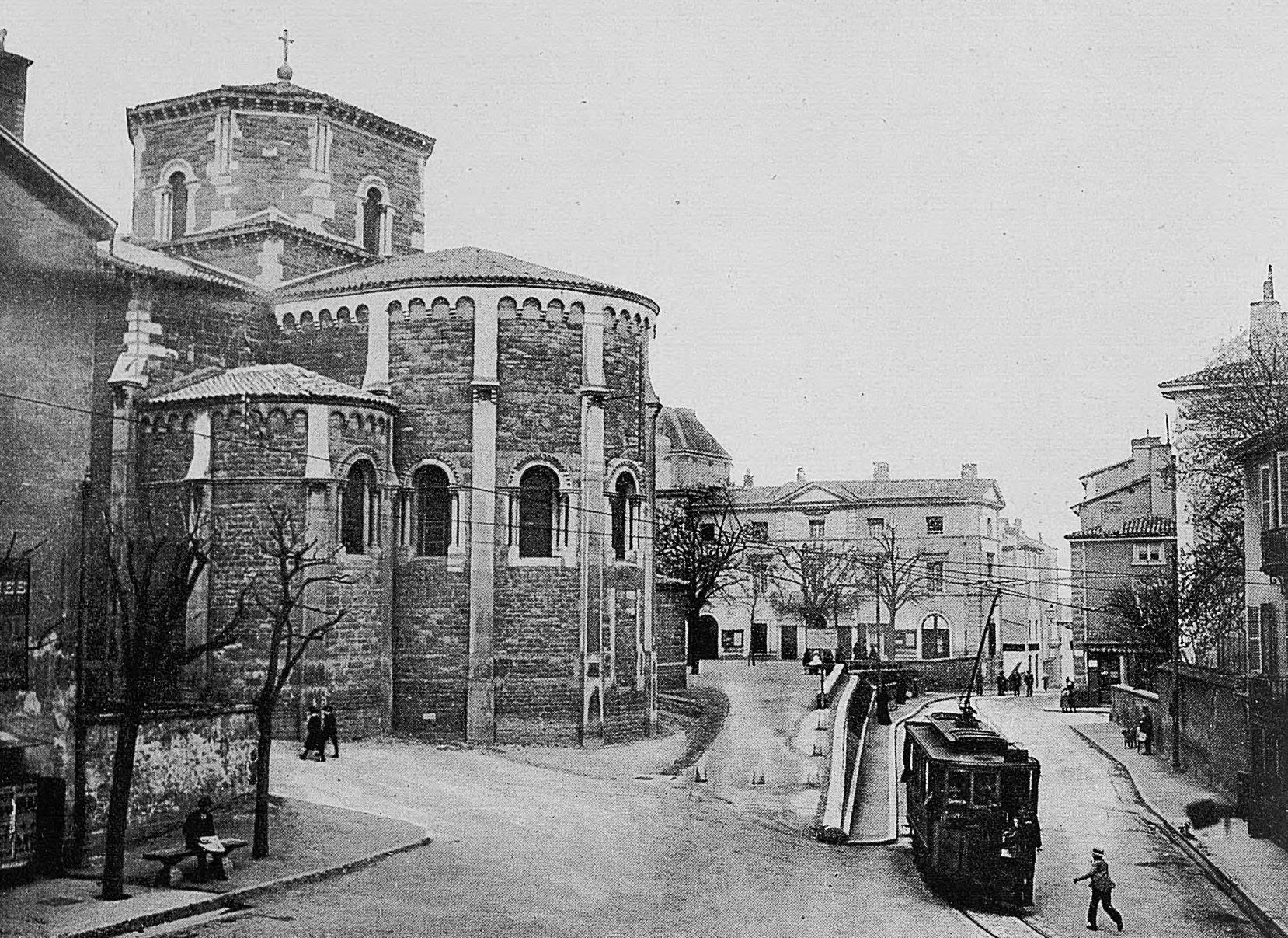
Tramway au premier terminus d'Écully près de la mairie.

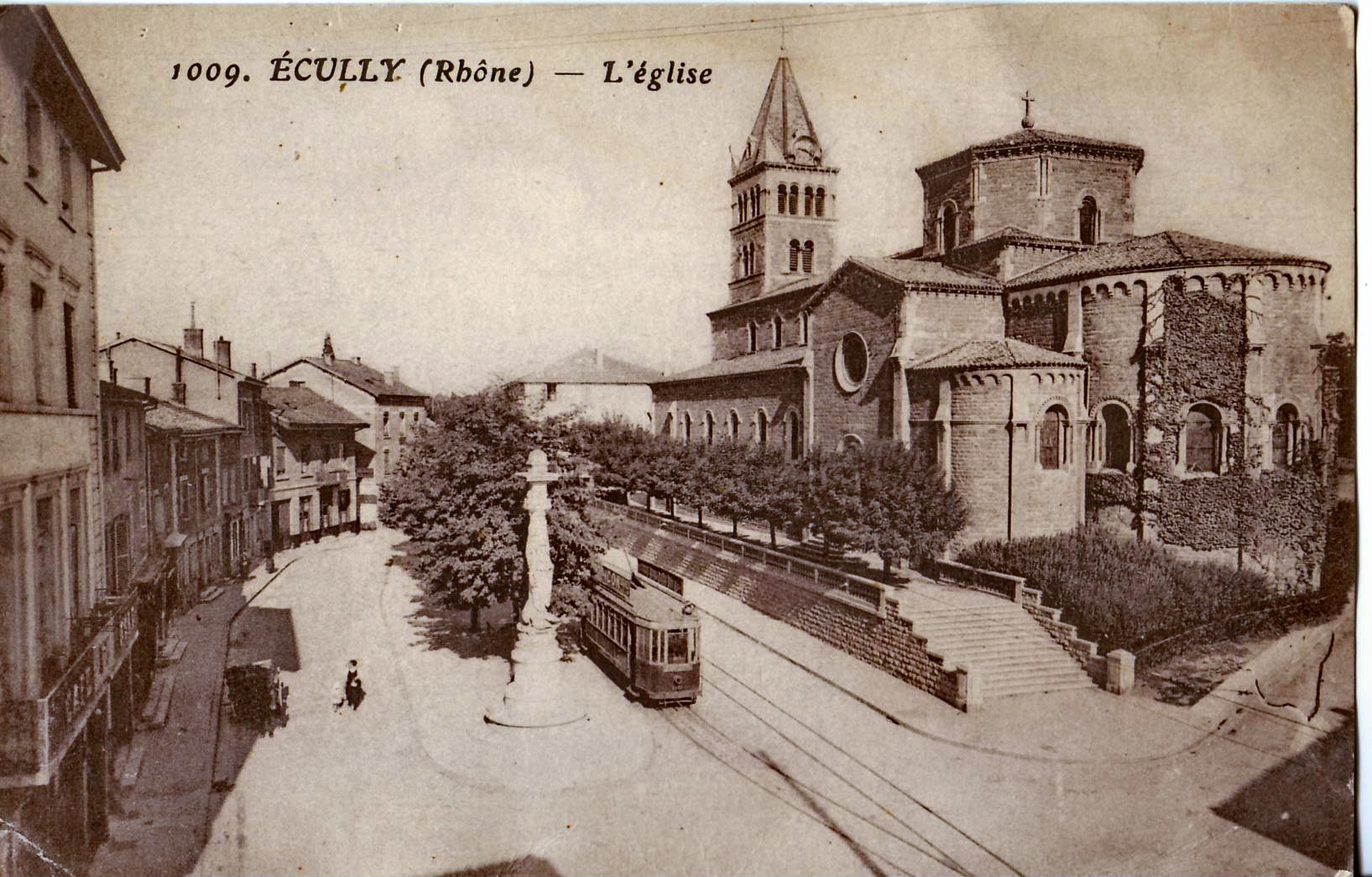
Tramway au deuxième terminus d'Écully.

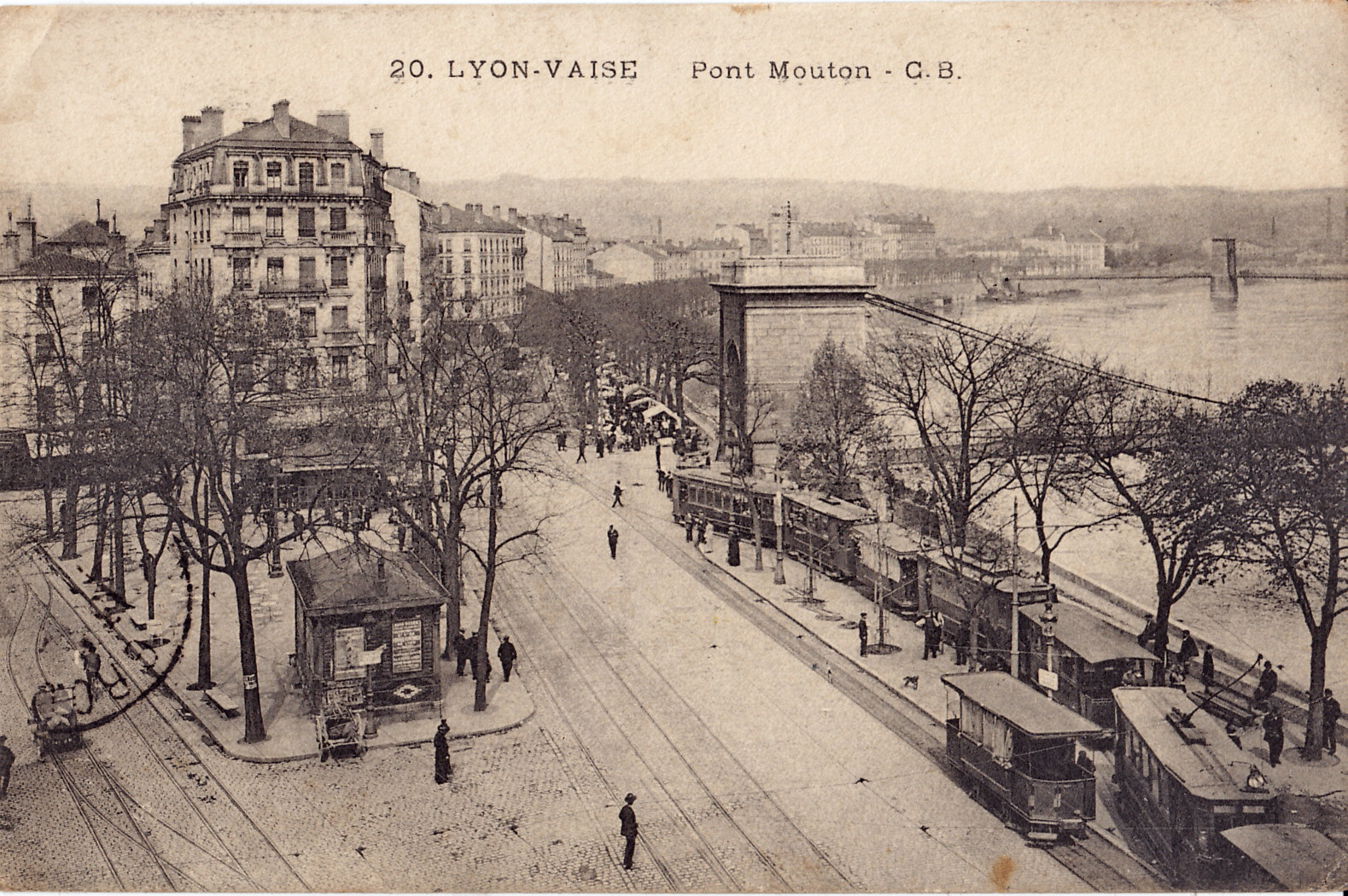
Station de départ du Pont Mouton dans le quartier de Vaise.

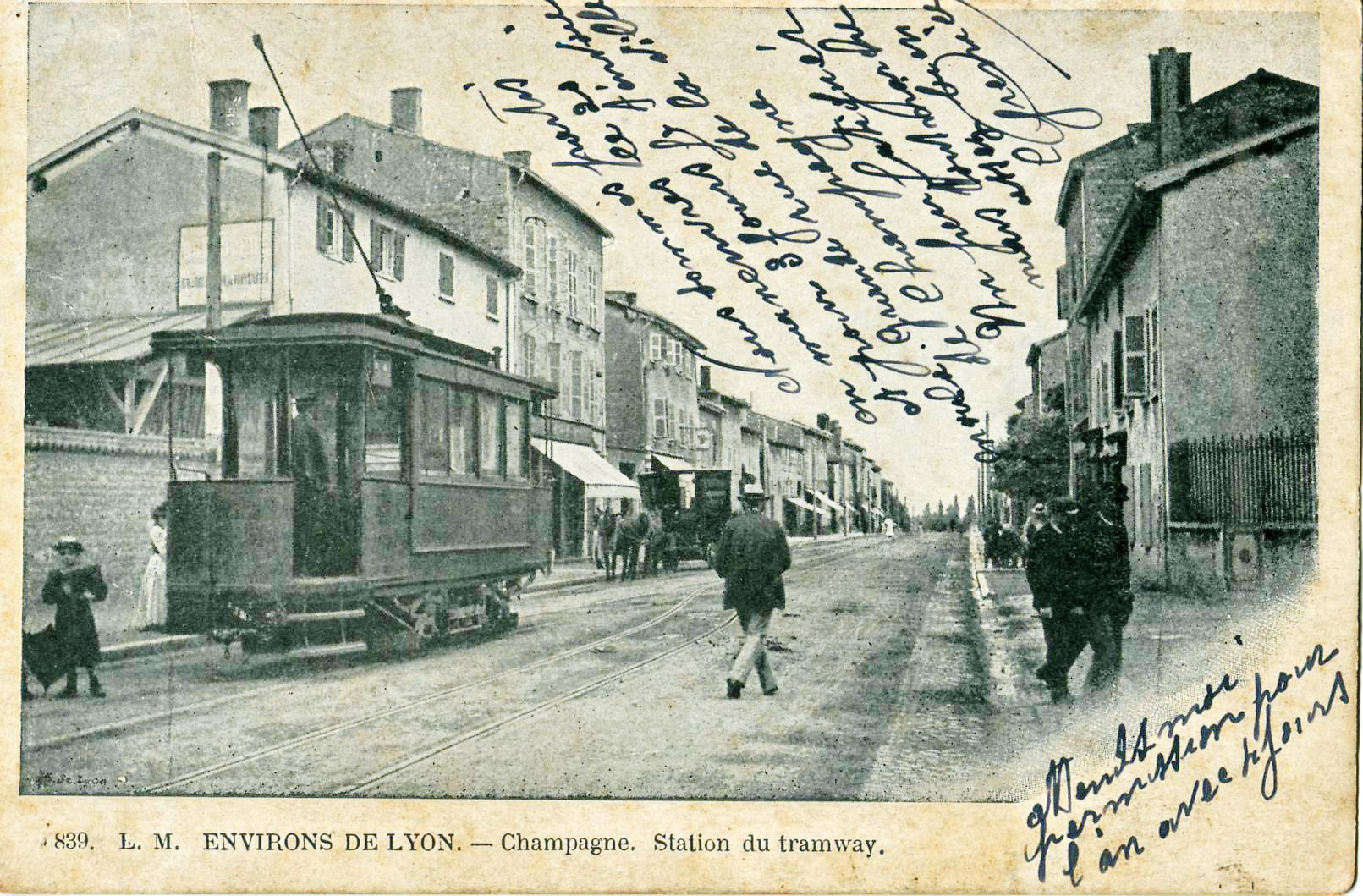
Tramway à Champagne-au-Mont-d'Or.

La société anonyme du tramway d'Écully (STE) est fondée en 1894 pour construire et exploiter un tramway à traction électrique à voie métrique entre le quartier de Vaise à Lyon et la commune d'Écully.

## Histoire
La desserte de la commune d'Écully impose l'emploi d'un tramway à traction électrique, cela du fait de la dénivellation qui existe entre la vallée de la Saône et cette commune.
Ainsi est fondée en 1894, la société anonyme du tramway d'Écully par Claude Gindre.
Pour les équipements électriques et le matériel roulant, une convention est établie entre Claude Gindre, président de la STE et la Compagnie de l'industrie électrique, sise à Genève.
Le 1er juillet 1899, la société disparait dans la fusion avec la Compagnie des omnibus et tramways de Lyon (OTL).
La compagnie OTL exploite les trois lignes du réseau sous les numéros 19 (Pont Mouton - Écully), 20 (Pont Mouton - Saint-Cyr) et 21 (Pont Mouton - Champagne). L'embranchement allant du Pont d'Écully aux Trois-Renards sur la commune de Tassin est intégré à la ligne 5 (Bellecour - Pont d'Écully) et en constitue le prolongement.
Le réseau est agrandi par le prolongement de la ligne de Champagne vers Limonest ouvert en 1904. Une nouvelle ligne est créée pour desservir Saint-Didier-au-Mont-d'Or. Elle porte le numéro 22.

## Les lignes
- Pont Mouton - Écully

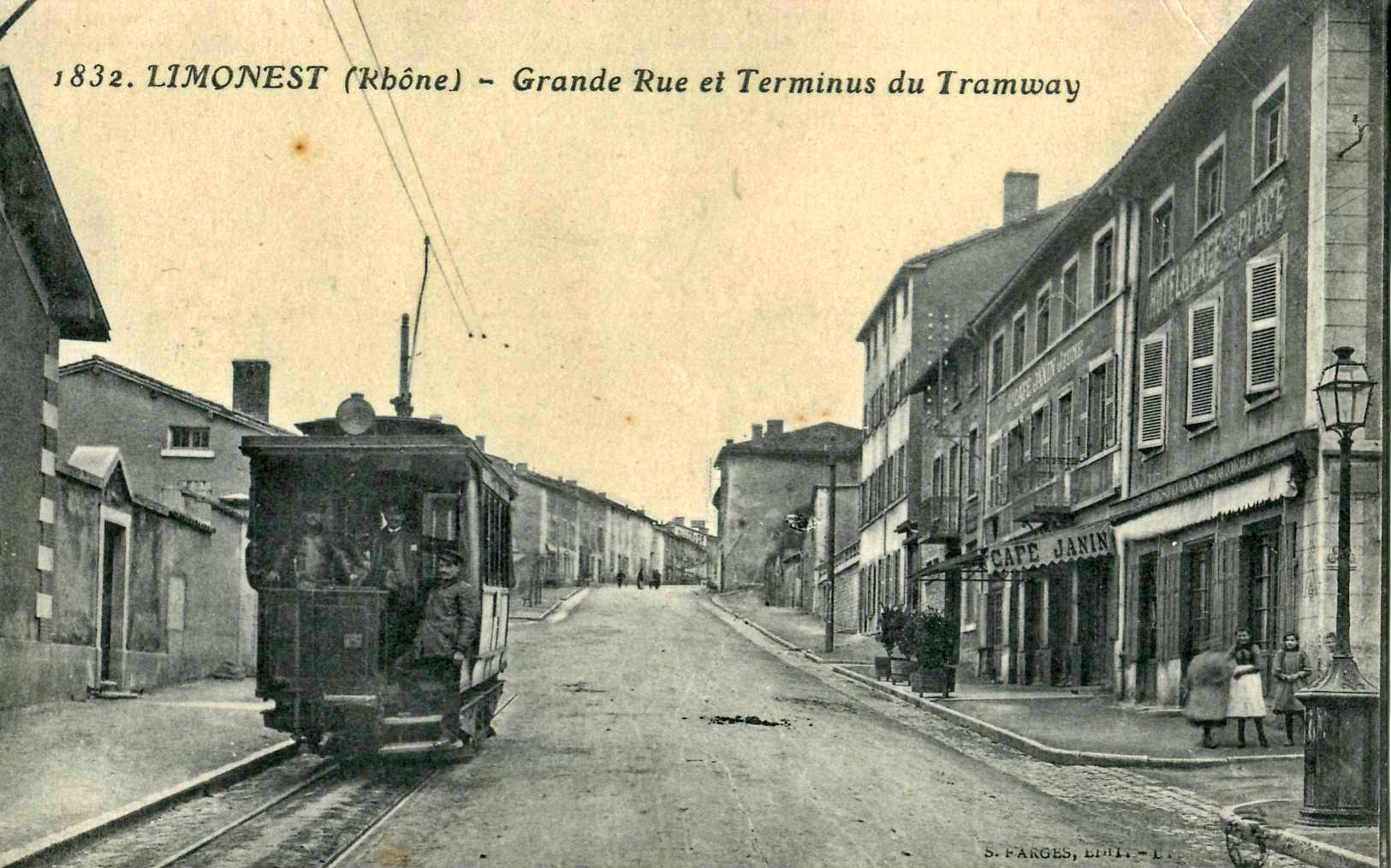
Le tramway au terminus de Limonest.

Pont Mouton - Pont d'Écully (2 km) : mise en service le 28 novembre 1894
Pont d' Écully - Écully (1,06 km) :  mise en service le 16 novembre 1894
- Pont d'Écully - Trois-Renards (2 km) : mise en service le 2 février 1897[6]
- Pont Mouton - Saint-Cyr-au-Mont-d'Or (5,3 km) : mise en service le 9 mai 1898
- Pont Mouton - Champagne-au-Mont-d'Or (3,6 km) : mise en service le 11 août 1898[7]

Extensions réalisées par la compagnie OTL
- Champagne-au-Mont-d'Or - Limonest (1,2 km) : mise en service le 31 juillet 1904.
- Le Rosay - Saint-Didier-au-Mont-d'Or (2,8 km) : mise en service le 13 novembre 1909.

## Matériel roulant

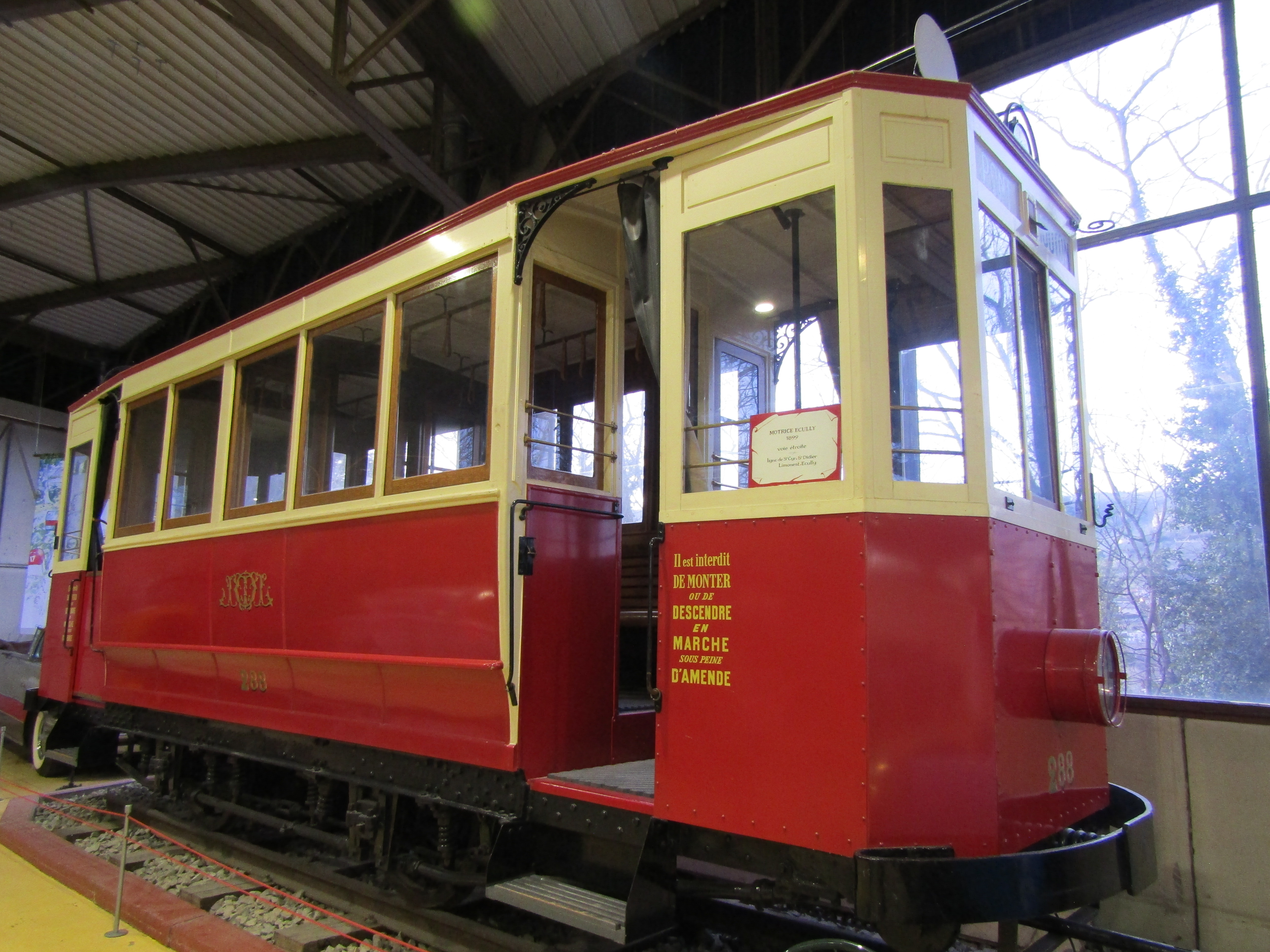
Motrice n°288 préservée au musée Henri Malartre à Rochetaillée-sur-Saône.

Il comprend à l'origine 17 motrices et 10 remorques.
- N°1 à 5, motrices d'une puissance de 25 cv, livrées en 1894 ;
- N°6 à 17, motrices d'une puissance de 30 cv, livrées en 1897 ;
- N°18 à 19, motrices d'une puissance de 50 cv, livrées en 1899.

La compagnie OTL numérote les motrices à la suite de son parc. Les motrices 1 à 19 deviennent les 282 à 300.